# Inmigración británica en Francia
Los británicos en Francia representan una de las mayores poblaciones nacidas en Gran Bretaña pero que viven fuera del Reino Unido. La migración del Reino Unido hacia Francia ha aumentado rápidamente desde la década de 1990 en adelante. Las estimaciones del número de ciudadanos británicos que viven en Francia varían de 170 000 a 400 000. Además de París, muchos expatriados británicos tienden a concentrarse en las regiones del sur de Francia (Occitania y Provenza-Alpes-Costa Azul), Bretaña y, recientemente, en la isla de Córcega. 

## Demografía

### Población
Hay estimaciones contradictorias sobre el tamaño de la comunidad británica en Francia. Las estimaciones oscilan entre 172 000 y 400 000. Los principales destinos de la migración británica a Francia, además de París, son las zonas rurales de Francia y las zonas del sur del país. Las principales regiones elegidas por esta comunidad son Nueva Aquitania, Occitania, Bretaña y Córcega. En Eymet, los inmigrantes británicos representan un tercio de la población local, y en Saint-Nom-la-Bretèche y l'Etang-la-Ville en el departamento de Yvelines, cerca de París, hay una gran proporción de ciudadanos del Reino Unido.
En 2014, el Instituto Nacional de Estadística (INSEE, por sus siglas en francés) publicó un estudio, informando que hay el número de inmigrantes británicos aumentó por causa de la crisis financiera que afectó a varios países de Europa en ese período; como resultado, esto ha aumentado el número de europeos que viven en Francia. El número de inmigrantes británicos en Francia aumentó un 50 % entre 2009 y 2012.
La mayoría de los trabajadores desplazados de Europa en Francia son: polacos (18% del total), seguidos de los portugueses (15%) y rumanos (13%).